# Barbudet verd
El barbudet verd (Pogoniulus simplex) és una espècie d'ocell de la família dels líbids (Lybiidae).
 Habita el boscos d'Uganda, sud-est de Kenya, cap al sud, a través de l'est i sud de Tanzània i sud de Malawi fins al sud de Moçambic.